# Exobasidium pentasporium
Exobasidium pentasporium ist eine Pilzart der Familie der Nacktbasidienverwandten (Exobasidiaceae) aus der Ordnung Ustilaginomycotina. Sie ist ein Endoparasit von Rhododendren (Rhododendron spp.). Symptome des Befalls durch den Pilz Hexenbesen und hell verfärbte Blätter der Wirtspflanzen. Das Verbreitungsgebiet der Art beschränkt sich auf Japan.

## Merkmale

### Makroskopische Merkmale
Exobasidium pentasporium ist mit bloßem Auge zunächst nicht zu erkennen. Symptome des Befalls sind Hexenbesen an infizierten Sprossen und heller gefärbte Blätter sowie im Spätstadium auf der Blattunterseite hervortretendes Myzel.

### Mikroskopische Merkmale
Das Myzel von Exobasidium pentasporium wächst wie bei allen Nacktbasidien interzellulär und bildet Saugfäden, die in das Speichergewebe des Wirtes wachsen. Die vier- bis sechs-, meist fünfsporigen Basidien sind im Schnitt 14,4 × 4 µm groß, länglich bis nierenförmig und unseptiert. Sie wachsen direkt aus der Wirtsepidermis oder aus Spaltöffnungen. Basidiosporen oder Konidien der Art wurden bislang nicht beschrieben.

## Verbreitung
Das bekannte Verbreitungsgebiet von Exobasidium pentasporium umfasst lediglich Japan.

## Ökologie
Die Wirtspflanze von Exobasidium pentasporium sind Rhododendron kaempferi, R. tschonoski und R. weirichii. Der Pilz ernährt sich von den im Speichergewebe der Pflanzen vorhandenen Nährstoffen, seine Basidien brechen später durch die Blattoberfläche und setzen Sporen frei. Die Sporen keimen zu  Keimschläuchen, aus denen sich dann Konidien und neues Myzel entwickeln.